# تشارلز ديكنسون (محامي)
تشارلز ديكنسون (بالإنجليزية: Charles Dickinson) هو محامي أمريكي، ولد في 1780 في مقاطعة كارولين في الولايات المتحدة، وتوفي في 30 مايو 1806 في كنتاكي في الولايات المتحدة.